# Friedrich Hitzig
Pour les articles homonymes, voir Hitzig.
Friedrich Hitzig, né le 8 novembre 1811 à Berlin et mort le 11 octobre 1881 à Berlin, est un architecte prussien, élève de Karl Friedrich Schinkel.

## Biographie
Friedrich Hitzig est le fils du juriste Julius Eduard Hitzig, juif de cour converti. Il étudie le droit et l'architecture et entre ensuite dans l'atelier de Karl Friedrich Schinkel qui est en train d'édifier l'observatoire de Berlin. Il est maître d'œuvre en 1837 et s'installe à son compte. Il devient rapidement un architecte à la mode, apprécié par son classicisme qu'il mêle à des éléments néorenaissance ou néogothiques. Il fait un voyage d'études en Italie en 1845 et devient membre de l'Académie royale prussienne des arts dix ans plus tard. Entre 1857 et 1864, il voyage en Égypte, en Grèce et en Turquie, à Trieste et à Paris. Il est président de l'académie des beaux-arts en 1875.
Friedrich Hitzig est enterré dans la sépulture familiale du cimetière de Dorotheenstadt à Berlin.

## Œuvres principales
- Arsenal de Berlin

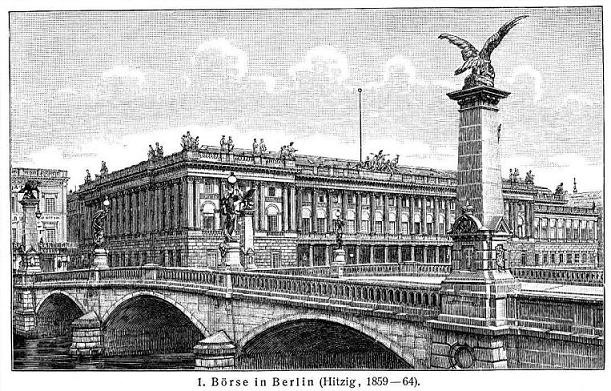
La Bourse de Berlin à côté du pont Frédéric

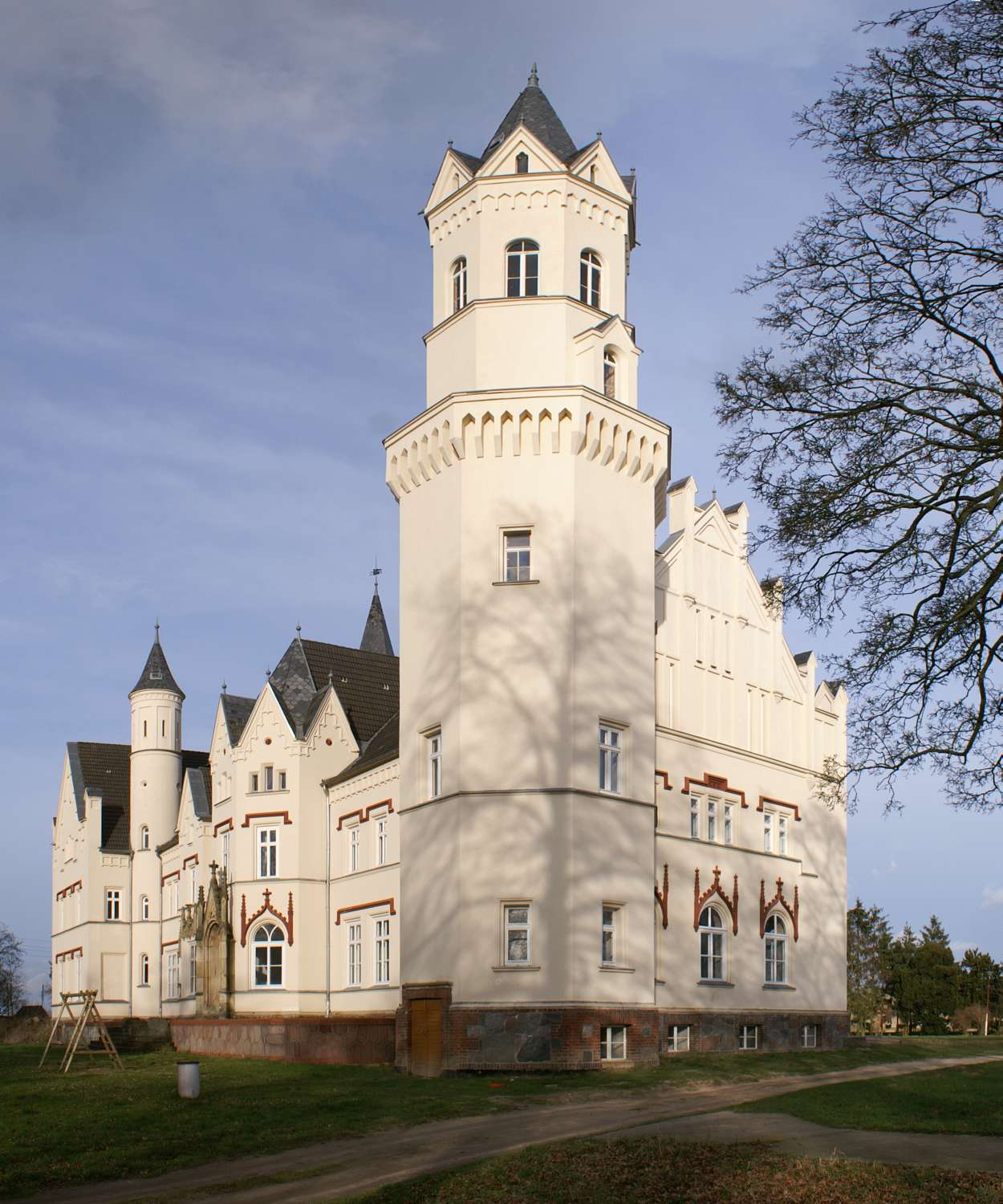
Le château de Kartlow

- Bourse de Berlin, détruite en 1945
- École supérieure technique de Charlottenbourg
- Hôtel particulier, aujourd'hui ambassade de Suisse à Berlin
- Reichsbank de Berlin
- Palais Revoltella à Trieste
- Château de Dahlwitz (de)
- Château de Kropstädt (de)
- Château de Dwasieden
- Château de Kartlow
- Château de Kittendorf
- Château de Bredenfelde
- Château de Neetzow
- Rénovation du château de Remplin
- Villa Loisett à Eisenach
- Nombreux villas et hôtels particuliers dans le quartier du Tiergarten et celui de Friedrichstadt à Berlin